# Palazzo della cultura e dello sport
Il Palazzo della cultura e e dello sport (in bulgaro Дворец на културата и спорта?, Dvorec na kulturata i sporta) è un complesso dedicato alla cultura e allo sport che si trova a Varna. Il complesso ha tre sale per la pratica sportiva: "Kongresna Hall", "Mladost Hall" e "Hall 20". La costruzione della struttura è stata completata nel 1968.
La struttura è l'impianto di casa della nazionale bulgara di pallavolo e della squadra di pallacanestro di Varna, il Černo more.

## Manifestazioni internazionali ospitate
- Campionato europeo maschile di pallavolo 2015
- Campionato mondiale maschile di pallavolo 2018
- Campionati europei di ginnastica ritmica 2021